# Ballistics
Ballistics is een futuristisch racespel ontwikkeld door het Zweedse computerspelbedrijf GRIN. Het spel werd voor Windows op 19 oktober 2001 uitgebracht in Europa en op 6 november 2001 in de Verenigde Staten. Een arcadevariant verscheen in 2002 in samenwerking met Triotech Amusement. Ten slotte verscheen op 7 juni 2007 een versie voor het besturingssysteem Linux, welke uitgebracht is door Linux Game Publishing.

## Ontwikkeling
Ballistics was het eerste spel dat ontwikkeld werd door GRIN. Het spel werd voltooid in een periode van 6 maanden, daarna werd er pas gezocht naar een distributiepartner. GRIN maakte gebruik van de TQM-methode om zo een hoogwaardig mogelijk spel af te leveren. De meeste inspiratie voor het spel was afkomstig uit de Formule 1, met name het snelheidsgevoel dat geregistreerd wordt door de camera’s binnen in de auto.
De engine van het spel, genaamd Diesel, is door GRIN ontwikkeld om zo flexibel en schaalbaar mogelijk te zijn. Hierdoor konden er makkelijk nieuwe functies toegevoegd worden. Diesel is gebaseerd op Microsoft DirectX, wat ervoor zorgt dat deze op Windows en Xbox kan worden gebruikt. GRIN werkte samen met NVIDIA op het gebied van nieuwe technologie om complexe scènes uit het spel weer te geven. Ballistics werd ook gebruikt door NVIDEA om de GeForce 3-videokaarten te promoten, het spel werd bij sommige videokaarten gratis meegeleverd.

## Gameplay
Het spel speelt zich af in het jaar 2090 en draait om de extreme racesport Ballistics. De speler moet door tunnels racen op zogenaamde speeders. Deze voertuigen zijn magnetisch met het raceoppervlak, waardoor de speler 360 graden door de tunnel kan racen. De speler kan het magnetische effect tijdelijk uitschakelen om obstakels te vermijden en bonussen te verdienen.
Ook moet de speler de temperatuur van zijn of haar voertuig in de gaten houden. Deze kunnen namelijk na enige tijd oververhit raken. Dit wordt vooral veroorzaakt door acceleratie en botsingen. De speler kan de temperatuur verlagen met behulp van de koeler, deze zorgt er echter voor dat het voertuig minder hard gaat. Er zijn ook speciale plekken op het parcours te vinden, waar een speler zijn voertuig kan koelen zonder snelheidsvertraging.
De speler kan geld verdienen door zo snel mogelijk de eindstreep te halen en daardoor hoog in het klassement te komen staan. Met dit geld kan de speeder worden geüpgraded met nieuwe onderdelen. De speler kan hierbij kiezen uit een nieuw chassis, koelsysteem, motorblok of een schild aan de voorkant.
Ballistics bevat zeven parcoursen welke geïnspireerd zijn door verschillende locaties op de wereld, zoals Belize en Tokio. De speler kan de parcoursen vrijspelen door races tegen de computer te winnen. De speler kan deze verslaan door middel van snelle reflexen en een gekoelde motor. In het spel kan een snelheid worden behaald die drie keer zo snel is dan het licht. Hierbij wordt het beeld en het geluid vervormd en wordt een psychedelisch effect gecreëerd. Dit effect komt uit de film 2001: A Space Odyssey.
Het spel bevat een multiplayermodus waarin de speler lokaal via een LAN-netwerk of op het internet met in totaal acht spelers kan racen.

## Arcade
In mei 2001 werd een arcadeversie van het spel aangekondigd, welke samen met Triotech Amusement is ontwikkeld. De gameplay van het spel is opnieuw ontwikkeld voor een arcadeomgeving. Tevens werd er ondersteuning toegevoegd voor een multiplayermodus waarbij acht arcadekasten met elkaar kunnen worden verbonden. De arcadeversie werd uitgebracht in januari 2002.
Het spel kreeg twee updates op arcadegebied. De eerste update vond plaats in begin 2003: Ballistics 2003 voegde een simulatietechniek genaamd MadWave Motion toe. De tweede update, genaamd Super Ballistics, werd uitgebracht in september 2003.

## Ontvangst
| Recensiescore       | Recensiescore |
| Recensieverzamelaar | Score         |
| ------------------- | ------------- |
| GameRankings        | 70,34%        |
| Metacritic          | 61 uit 100    |
| Publicist           | Score         |
| Eurogamer           | 8/10          |
| GameSpot            | 6,3           |
| GameSpy             | 78            |
| IGN                 | 7,2           |

Het spel werd gemiddeld goed ontvangen. Op GameRankings droeg het spel een waardering van 70,34 procent. Metacritic gaf echter een score van 61 uit de 100 punten aan.
Recensent Gestalt van Eurogamer noemde het spel een van de snelste en mooiste racespellen tot nu toe. Hij is van mening dat je nooit zult stoppen met gasgeven, maar dat het raken van obstakels frustrerend kon zijn. Hij gaf het spel een 8.
Op de website van GameSpot gaf Gord Goble zijn mening over het spel. Na enige tijd spelen verloor het spel volgens hem zijn abrupte momenten en voelde je alles aankomen. Hij gaf het spel een 6,3.
Jason D'Aprile van GameSpy schreef in februari 2002 dat hij positief was over de ontwerpen van de parcoursen. Wel vond hij de moeilijkheidsgraad van het spel te hoog. Wel was hij zoals anderen positief over het uiterlijk van het spel. Hij gaf het spel een score van 78 punten omdat de gameplay niet gelijk was aan het uiterlijk van het spel.
De Amerikaanse website IGN schreef ook een recensie over het spel. Ze waren van mening dat de achtergronden in de menu's veel te afleidend waren. Ze waren erg positief over het uiterlijk van het spel. Over de geluiden is het spel waren ze tevreden: niet nieuw maar ook niet slecht. Het eindcijfer bedroeg een 7,2.

## Systeemeisen

### Windows
De volgende minimale systeemeisen hebben betrekking tot de Windows-versie.

### Linux
De volgende minimale systeemeisen hebben betrekking tot de Linux-versie.

## Galerij

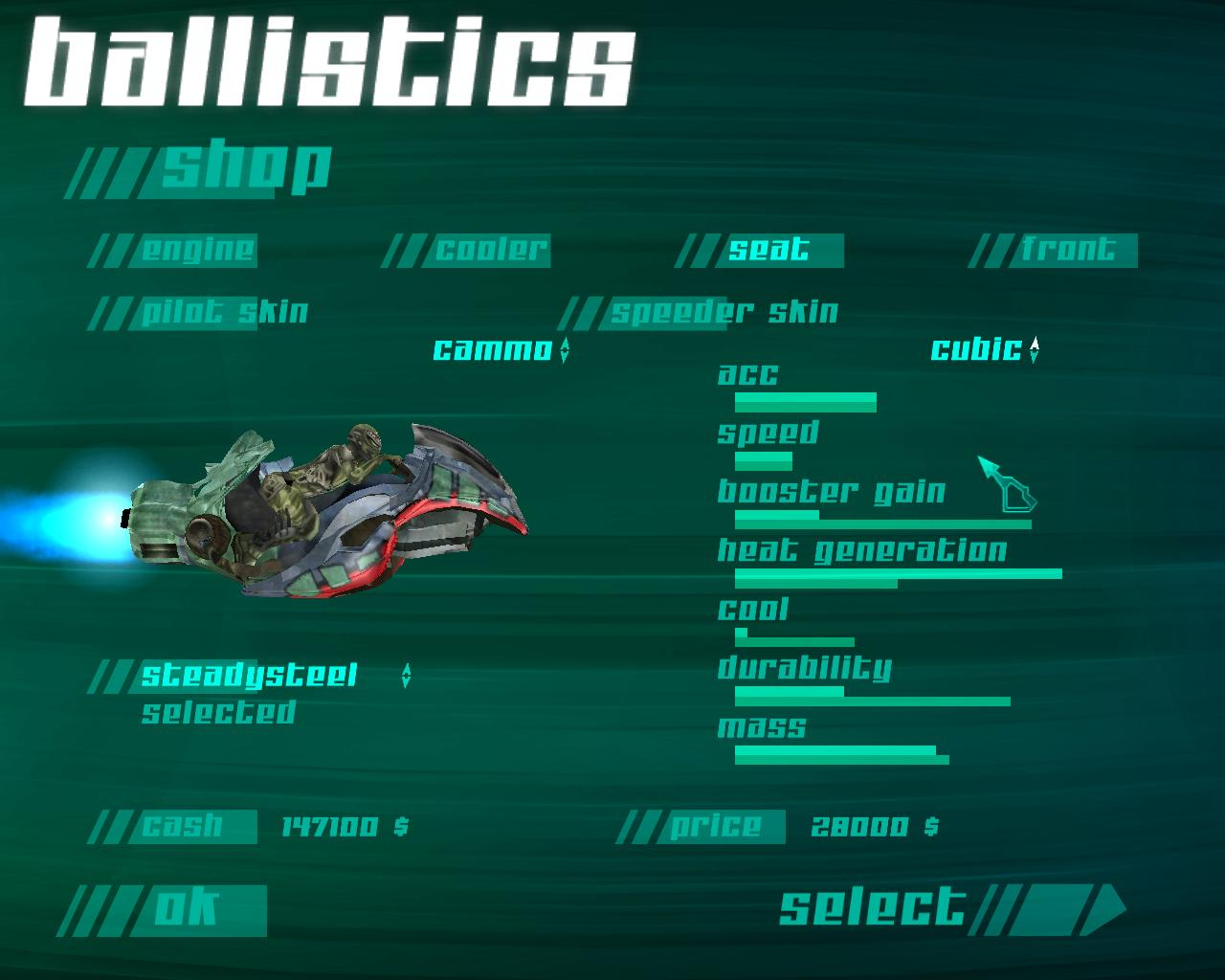
Winkel waarin upgrades kunnen worden gekocht.
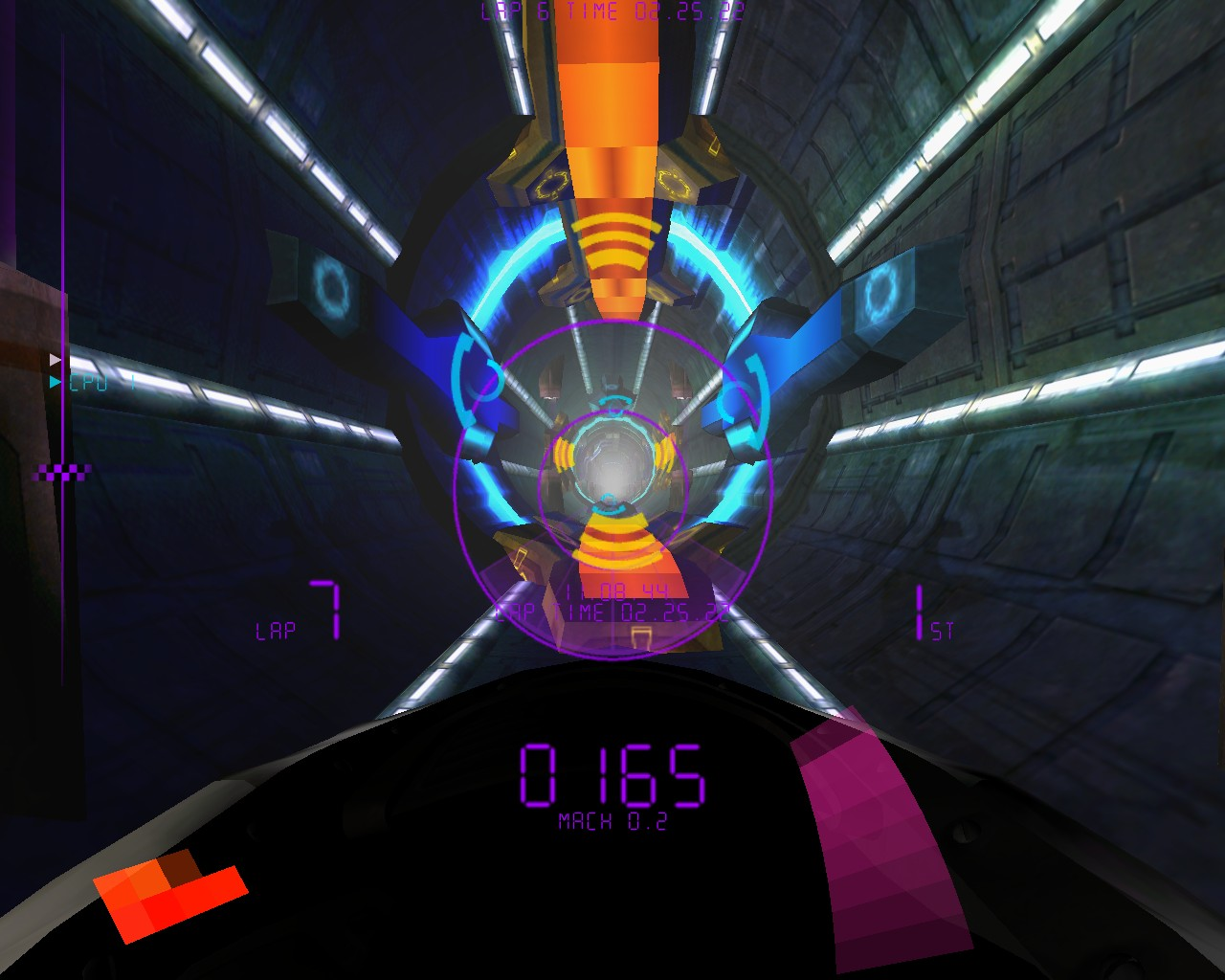
Head-up display van het voertuig.
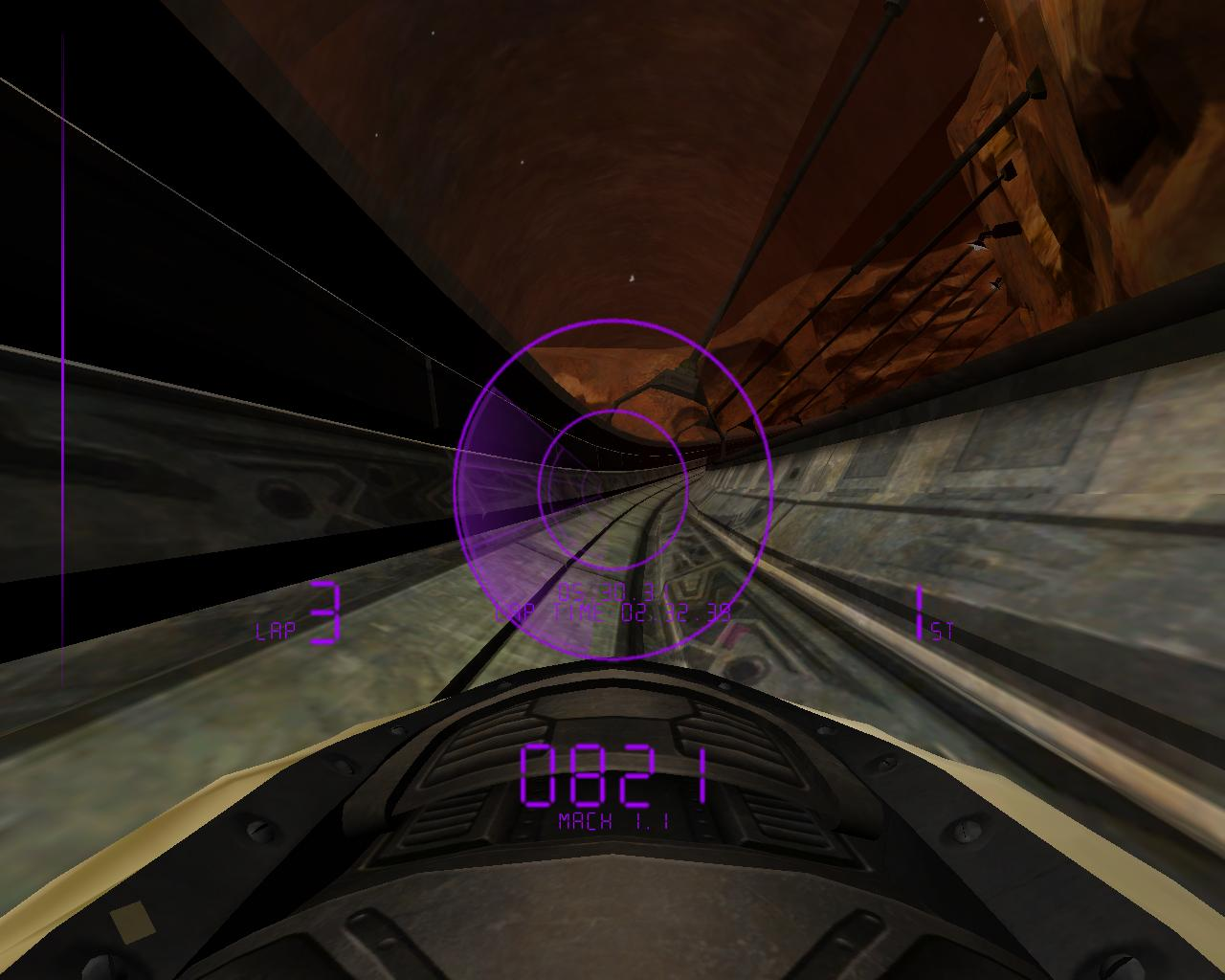
Race in de Grand Canyon.